# Illenium
Ник Миллер (Nick Miller; настоящее имя — Николас Миллер  (англ. Nicholas D. Miller), род. 26 декабря 1990) — американский диджей и музыкальный продюсер,  более известный по псевдониму Illenium. В 2019 году занял 64 место в списке лучших диджеев мира по версии DJ Magazine.

## Биография
Ник Миллер родился в Чикаго, штат Иллинойс 26 декабря 1990 года. Когда Ник был маленьким, его семья переехала в Сан-Франциско. В начале 2008 года он заинтересовался электронной музыкой, а летом 2012 года увидев как американский диджей Bassnectar выступает в амфитеатре Red Rocks, вдохновившись им, Ник начал работать над своим первым релизом.

## Музыкальная карьера

### 2013
В 2013 году Illenium дебютировал с релизом своего одноименного EP — Self Titled Ep. Он был выпущен на лейбле Prep School Recordings.

### 2016
В 2016 году Illenium запустил лейбл звукозаписи Kasaya Recordings совместно с Seeking Blue. 15 февраля 2016 года Illenium выпустил свой дебютный студийный альбом «Ashes», выпущенный на лейблах Kasaya Recordings и Mr. Suicide Sheep's label. Альбом достиг 6 места в чарте Billboard Dance / Dance/Electronic Albums, и под номером 19 на Billboard Top Heatseekers. Пластинка вышла 25 марта того же года. Ремиксовый альбом вышел 16 декабря. После выпуска альбома, Illenium отправился в тур под названием «The Ashes Tour», который завершился 26 декабря.

### 2017
В сентябре 2017 года Illenium выпустил свой второй студийный альбом, который получил название «Awake», выпущенный на лейбле Kasaya Recordings & Seeking Blue.

### 2018 — настоящее время
13 февраля 2018 года в сотрудничестве с Kill The Noise и Mako выпустил трек под названием «Do not Give Up on Me», который был выпущен на лейбле Proximity Recordings.

## Личная жизнь
В 2013 году Illenium перебрался в Денвер, штат Колорадо, где он проживает в настоящее время.
В 2012 году Николас перенес передозировку героином, о чем он публично рассказал в 2018 году и в своей песне "Take You Down", также выпущенной в 2018 году. Во время своего фестиваля Ember Shores в Канкуне, Мексика, в декабре 2021 года Николас подвергся критике за исполнение песни Bassnectar, поскольку последний был обвинен в сексуальном насилии в июле 2020 года. Впоследствии Николас извинился в своем Твиттере.

## Дискография

### Студийные альбомы
| Название                                                                    | Детали                                                                                            | Пиковые позиции в чартах | Пиковые позиции в чартах | Пиковые позиции в чартах |
| Название                                                                    | Детали                                                                                            | US                       | US Dance                 | US Heat                  |
| --------------------------------------------------------------------------- | ------------------------------------------------------------------------------------------------- | ------------------------ | ------------------------ | ------------------------ |
| Ashes                                                                       | - Дата релиза: 15 февраля 2016 - Лейбл: Kasaya / Seeking Blue - Формат: Цифровая загрузка, винил  | —                        | 6                        | 19                       |
| Awake                                                                       | - Дата релиза: 21 сентября 2017 - Лейбл: Kasaya / Seeking Blue - Формат: Цифровая загрузка, винил | 106                      | 3                        | 7                        |
| «—» означает, что альбом не попал в чарт или не издавался в данном регионе. |                                                                                                   |                          |                          |                          |

### Синглы
| Название                                                          | Год  | Пиковые позиции в чартах | Пиковые позиции в чартах | Пиковые позиции в чартах | Альбом             |
| Название                                                          | Год  | US Dance                 | US Dance Digital         | NZ                       | Альбом             |
| ----------------------------------------------------------------- | ---- | ------------------------ | ------------------------ | ------------------------ | ------------------ |
| "Drop Our Hearts, Pt. 2" (с Said The Sky совместно с Sirma)       | 2014 | —                        | —                        | —                        | Не альбомный сингл |
| "In Your Wake" (совместно с Jeza)                                 | 2014 | —                        | —                        | —                        | Не альбомный сингл |
| "So Wrong"                                                        | 2014 | —                        | —                        | —                        | Не альбомный сингл |
| "Make Me Do"                                                      | 2014 | —                        | —                        | —                        | Не альбомный сингл |
| "The Phoenix"                                                     | 2014 | —                        | —                        | —                        | Не альбомный сингл |
| "Falling In" (совместно с Mimi Page)                              | 2015 | —                        | —                        | —                        | Не альбомный сингл |
| "Spirals" (совместно с King Deco)                                 | 2015 | —                        | —                        | —                        | Ashes              |
| "I'll Be Your Reason"                                             | 2015 | —                        | —                        | —                        | Ashes              |
| "Jester"                                                          | 2015 | —                        | —                        | —                        | Ashes              |
| "Afterlife" (совместно с Echos)                                   | 2016 | —                        | —                        | —                        | Ashes              |
| "Fortress" (совместно с Joni Fatora)                              | 2016 | —                        | —                        | —                        | Ashes              |
| "Bring Forth the Pressure" (с Dirt Monkey)                        | 2016 | —                        | —                        | —                        | Ashes              |
| "Rush Over Me" (с Said The Sky и Seven Lions совместно с HALIENE) | 2016 | 50                       | 35                       | —                        | Не альбомный сингл |
| "Fractures" (featuring Nevve)                                     | 2017 | —                        | —                        | —                        | Awake              |
| "Feel Good" (с Gryffin совместно с Daya)                          | 2017 | 17                       | 18                       | —                        | Awake              |
| "Sound of Walking Away" (с Kerli)                                 | 2017 | 50                       | —                        | —                        | Awake              |
| "Where the Wild Things Are" (с Zeds Dead)                         | 2017 | —                        | —                        | —                        | Не альбомный сингл |
| "Crawl Outta Love" (совместно с Annika Wells)                     | 2017 | 32                       | —                        | —                        | Awake              |
| "Leaving" (совместно с EDEN)                                      | 2017 | 35                       | —                        | —                        | Awake              |
| "Beautiful Creatures" (совместно с MAX)                           | 2017 | 32                       | —                        | —                        | Awake              |
| "Don't Give Up on Me" (с Kill The Noise совместно с Mako)         | 2018 | 35                       | —                        | —                        | Не альбомный сингл |
| "Sound of Where'd You Go" (с Said The Sky и 1788-L)               | 2018 | —                        | —                        | —                        | Awake (Remixes)    |
| "Gold (Stupid Love)" (с Excision при участии Shallows)            | 2018 | —                        | —                        | —                        | Не альбомный сингл |
| "Take You Down"                                                   | 2018 | —                        | —                        | —                        | Не альбомный сингл |